# Marc Cavell
Marc Cavell (New York, 28 giugno 1939 – Los Angeles, 29 febbraio 2004) è stato un attore e cantante statunitense.
Interpretò venti film fra il 1952 e il 1974. Fra i suoi crediti in televisione figura un episodio della serie Ai confini della realtà

## Filmografia

### Cinema
- Bagliori ad Oriente (Thunder in the East), regia di Charles Vidor (1952)
- Il traditore di Forte Alamo (The Man from the Alamo), regia di Budd Boetticher (1953)
- Diana la cortigiana (Diane), regia di David Miller (1955)
- Guerra di gangster (The Purple Gang), regia di Frank McDonald (1959)
- Il canale della morte (The Big Night), regia di Sidney Salkow (1960)
- Le avventure di un giovane (Hemingway's Adventures of a Young Man), regia di Martin Ritt (1962)
- I commandos dei mari del sud (Operation Bikini), regia di Anthony Carras (1963)
- Capitan Newman (Capitan Newman, M.D.), regia di David Miller (1963)
- I lupi del Texas (Young Fury), regia di Christian Nyby (1965)
- La più grande storia mai raccontata (The Greatest Story Ever Told), regia di George Stevens (1965)
- Febbre sulla città (Bus Riley's Back in Town), regia di Harvey Hart (1965)
- I selvaggi (The Wild Angels), regia di Roger Corman (1966)
- Facce senza dio (Devil's Angels), regia di Daniel Haller (1967)
- Nick mano fredda (Cool Hand Luke), regia di Stuart Rosenberg (1967)
- California Poker (California Split), regia di Robert Altman (1974)

### Televisione
- Crossroads – serie TV, episodio 2x22 (1957)
- Men of Annapolis – serie TV, episodio 1x16 (1957)
- Rescue 8 – serie TV, episodio 2x03 (1959)
- Peter Gunn – serie TV, episodio 2x06 (1959)
- I detectives (The Detectives) – serie TV, episodi 2x14-3x25 (1960-1962)
- Michael Shayne – serie TV episodio 1x17 (1961)
- L'ora di Hitchcock (The Alfred Hitchcock Hour) – serie TV, episodio 1x04 (1962)
- Corruptors (Target: The Corruptors) – serie TV, episodio 1x34 (1962)
- The Lieutenant – serie TV, episodio 1x13 (1963)
- Mr. Novak – serie TV, episodio 1x29 (1964)
- The Wackiest Ship in the Army – serie TV, episodi 1x15-1x16 (1966)
- The Outsider – serie TV, episodio 1x10 (1968)

## Doppiatori italiani
- Maria Pia Di Meo in Bagliori ad Oriente